# Europarlamentari pentru Slovenia 2004-2009
Această listă este o listă a membrilor Parlamentul European for Slovenia in the 2004 to 2009 sesiunea, aranjați după nume. Vezi Alegeri pentru Parlamentul European, 2004 (Slovenia) for election results.
- Mihael Brejc, Slovenian Democratic Party (Partidul Popular European)
- Mojca Drčar Murko, Liberal Democracy of Slovenia (Alianța Liberalilor și Democraților pentru Europa)
- Romana Jordan Cizelj, Slovenian Democratic Party (Partidul Popular European)
- Jelko Kacin, Liberal Democracy of Slovenia (Alianța Liberalilor și Democraților pentru Europa)
- Ljudmila Novak, New Slovenia Christian People's Party (Partidul Popular European)
- Borut Pahor, Social Democrats (Partidul Socialiștilor Europeni)
- Lojze Peterle, New Slovenia Christian People's Party (Partidul Popular European)

*2004